# Ruud Reinders
Rudolf Johannes Gerardus Maria (Ruud) Reinders (Vught, 11 september 1936 – Den Bosch, 12 december 2016) was een Nederlands politicus van de KVP en later het CDA.
Hij volgde rond 1966 Nico Molhoek op als gemeentesecretaris van Geertruidenberg en werd in september 1973 burgemeester van Diessen. Bij de grote Noord-Brabantse gemeentelijke herindeling van januari 1997 ging die gemeente op in de gemeente Hilvarenbeek waarmee zijn functie na ruim 23 jaar kwam te vervallen. Eind 2016 overleed Reinders op 80-jarige leeftijd.